# Thermen von Hell-Bourg

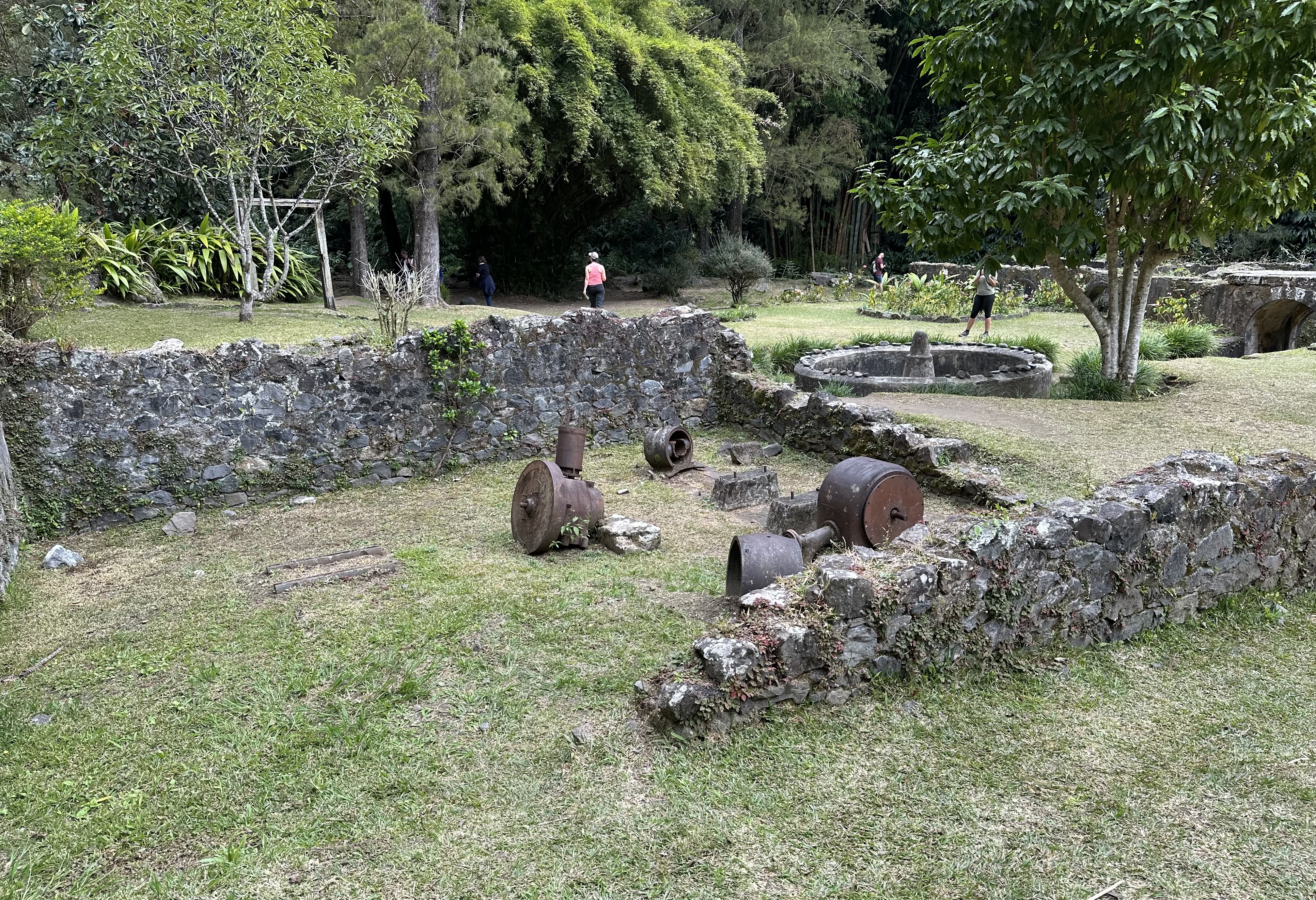
Ruinen des Thermalbades, 2024

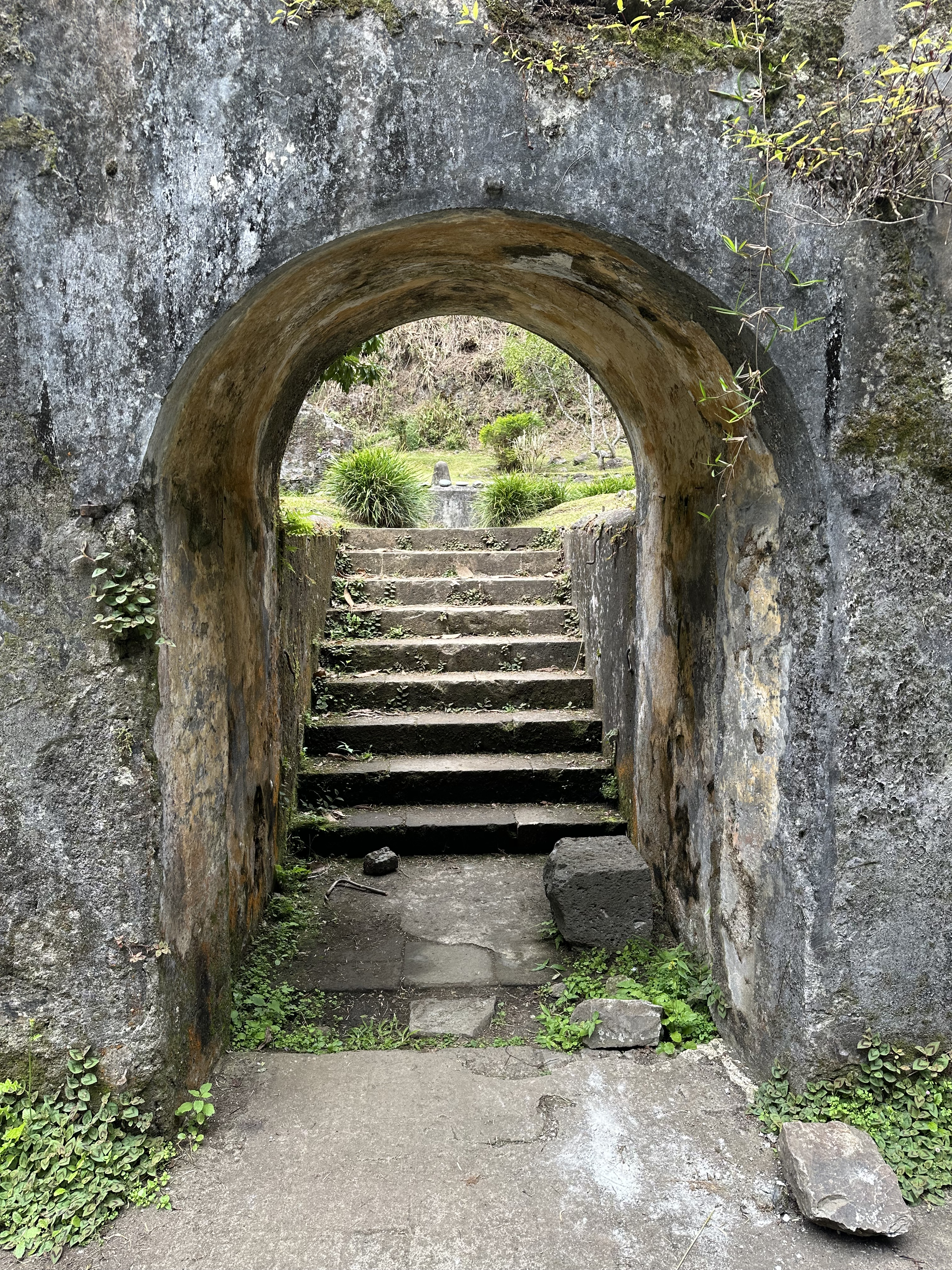
2024

Die Thermen von Hell-Bourg (französisch Thermes d'Hell-Bourg) sind ein ehemaliges Thermalbad in der Gemeinde Salazie auf der im Indischen Ozean gelegenen französischen Insel Réunion. Es ist nur als Ruine erhalten.

## Lage
Die Thermen befinden sich westlich unterhalb des Dorfes Hell-Bourg am rechten Ufer des Flusses Bras Sec.

## Geschichte

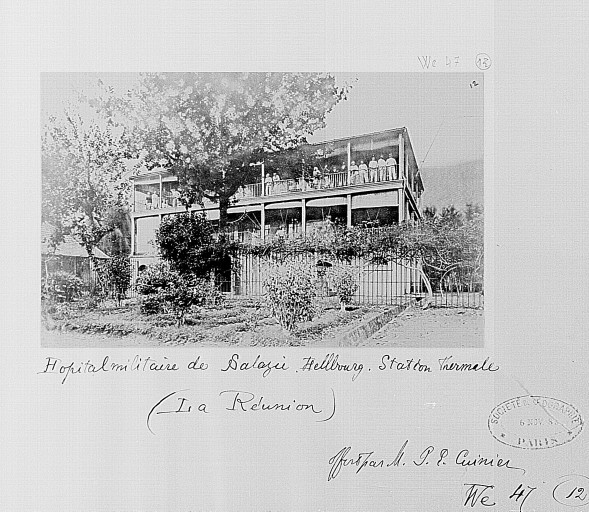
Haus des Militärhospitals am Thermalbad, vor 1885

Die Thermalquellen am Fluss Bras Sec wurden im Jahr 1831 durch Adrien Pignolet de Fresnes und Adam de Villiers bei einer Jagd auf wilde Ziegen entdeckt. In der Folge reisten viele wohlhabendere Menschen Réunions zu dem abgelegenen Ort, um Krankheiten durch ein Bad in dem heißen Wasser zu behandeln. Die beiden Quellen lagen auf einer Höhe von 872 Metern und ergaben etwa 1000 Liter je Stunde, wobei das Wasser 32 Grad Celsius hatte.
Zunächst behelfsmäßige Einrichtungen wurden 1852 durch Kuranlagen des Thermalbades ersetzt. Es gab ein Haus mit Bädern, einen gesonderten Bereich für Damen, aber auch ein Billardzimmer. Hell-Bourg entwickelte sich zu einem Kurort mit Hotels und Ferienwohnungen. Es entstand so im Ort auch das Militärkrankenhaus von Hell-Bourg. 1943 wurde eine der Quellen durch einen Erdrutsch verschüttet. Durch einen Zyklon im Jahr 1948 folgte ein weiterer Erdrutsch, der die zweite Quelle verschüttete und Teile der Anlagen zerstörte. Die Quellen verloren außerdem an Temperatur und versiegten letztlich. Das Thermalbad wurde aufgegeben. Erhalten blieben einige ruinöse Reste, darunter auch die des ersten Kraftwerks von Hell-Bourg.